# H+F Collection
De H+F Collection is een private kunstverzameling van de Nederlandse verzamelaar en mecenas Han Nefkens.
De collectie is genoemd naar Han Nefkens en zijn Mexicaanse partner Felipe. De kunstverzameling startte met de aankoop van een video-installatie van Pipilotti Rist en Bill Viola. De verzameling spitst zich toe op hedendaagse kunst en bevat foto's, video's, installaties en schilderijen van onder meer Jeff Wall, Sam Taylor-Wood, Shirin Neshat en Felix Gonzalez-Torres.
De verzameling vindt geen onderkomen op één bepaalde lokaliteit maar is verspreid zichtbaar in bestaande musea door langdurige bruiklenen aan musea in binnen- en buitenland, waaronder het Centraal Museum in Utrecht, het Rotterdamse Boijmans Van Beuningen, Huis Marseille in Amsterdam en het FRAC Nord-Pas de Calais in Duinkerke. Een aantal bruiklenen werden omgezet in een legaat aan het betreffende museum. Ook zijn in diverse Europese musea reizende tentoonstellingen te zien die zijn samengesteld uit Nefkens’ collectie.
De verzamelaar treedt ook op als opdrachtgever aan kunstenaars en initiator van kunstprojecten. Met de stichting ArtAids probeert Nefkens middels kunst, aandacht te krijgen voor de aidsproblematiek. Verder heeft de stichting volgende projecten opgezet: H+F Curatorial Grant, H+F Fashion on the Edge en H+F Patronage. Via de H+F Fashion geeft de verzamelaar opdrachten aan hedendaagse modeontwerpers die creaties maken op het snijvlak tussen kunst en mode. Zo gaf hij medio 2008 aan de Vlaamse ontwerper van mode-accessoires Christophe Coppens de opdracht om een nieuwe couturecollectie te ontwerpen.